# Hejtman z Kopníku (divadelní hra)

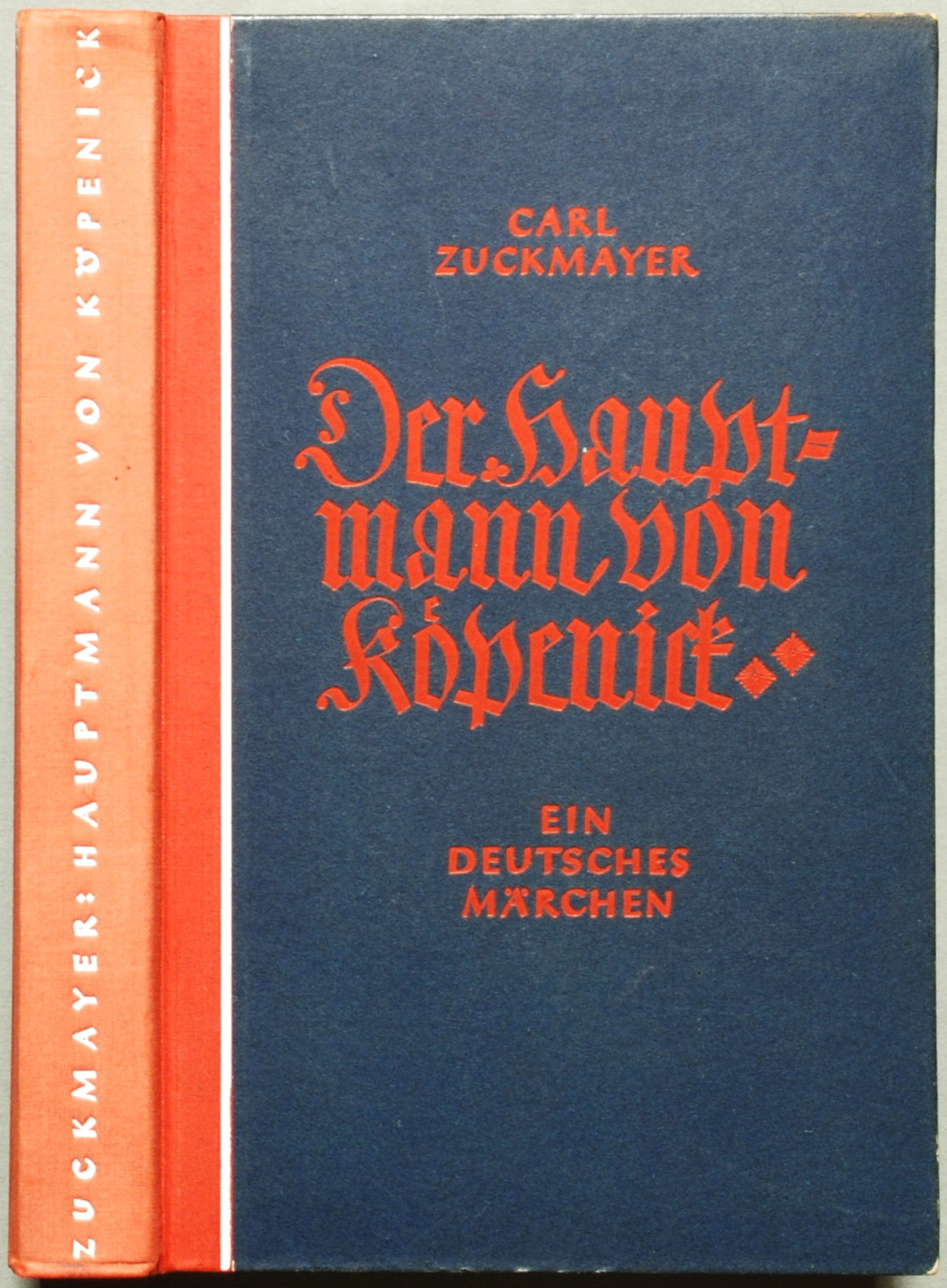
Zuckmayer, Carl. Der Hauptmann von Köpenick: Ein deutsches Märchen in drei Akten. Berlin: Propyläen, 1930, 189 S.

Hejtman z Kopníku (v německém originálu většinou uváděno jako Der Hauptmann von Köpenick) je označení pro různá divadelní představení, inspirovaná skutečnou aférou falešného setníka Wilhelma Voigta z roku 1906. Nejznámější divadelní verzí je hra německého spisovatele Carla Zuckmayera z roku 1931. Autor v ní satirickým způsobem odhaluje zcela nekritickou poslušnost k armádě v císařském Německu a nepřímo v ní kritizuje militarismus nastupujícího nacismu. V letech 1933–1945 bylo celé Zuckmayerovo dílo v nacistickém Německu zakázáno. Od příběhu je také odvozen termín kopnikiáda.

## Raná divadelní, hudební a filmová zpracování
Prvních divadelních zpracování různé úrovně se událost dočkala už v roce 1906 a rovněž i v letech bezprostředně následujících. Roku 1926 byl přímo v Köpenicku (dnes předměstí Berlína) natáčen první hraný film s příběhem o falešném hejtmanovi. Slavný český dechovkář František Kmoch stihl ještě v roce 1906 na téma hejtmana z Kopníku složit hudební šlágr.

## Významná divadelní a filmová zpracování
Nejvydařenějším a nejznámějším divadelním zpracováním je hra německého spisovatele Carla Zuckmayera. V Německu byla s velkým úspěchem uváděna v letech 1931–1933. Po nástupu nacistů k moci byla v Německu, a následně pak i v dalších zemích ovládaných nacisty, zakázána.
Zuckmayerova hra byla také mnohokrát zfilmována. Poprvé už v roce 1931. Nejslavnější filmová adaptace ale pochází až z roku 1956 kdy se v režii Helmuta Käutnera představil v hlavní roli Heinz Rühmann.
V letech 1983–1993 se Hejtman z Kopníku hrál s mimořádným úspěchem v pražském Činoherním klubu. Divadelní představení, které bylo první velkou příležitostí pro Petra Nárožného v úloze Voigta, se stalo legendou. Záznam představení byl později vysílán v televizi a také vydán na digitálním nosiči.
Skladatel Boris Blacher (1903–1975) napsal roku 1949 podle hry operu-balet Pruská pohádka (Preußisches Märchen).

## Reálné pozadí divadelní hry
Zuckmayerova hra byla napsána podle skutečné události, ke které došlo v roce 1906 v městečku Köpenick (česky Kopník, dnes předměstí Berlína). Německý švec Wilhelm Voigt si tehdy opatřil několik použitých kusů vojenského oblečení. Ačkoli mu příliš nepadlo, bylo obnošené a nevyčištěné, přesvědčil v něm skupinu vojáků, že je vojenským hejtmanem a má za úkol zadržet městské radní, což také s jejich pomocí opravdu učinil.